# Toile cirée (bande dessinée)
Pour les articles homonymes, voir Toile cirée (homonymie).
Toile cirée est un album de bande dessinée en noir et blanc.
- Scénario : Denis Roland
- Dessins : Jérôme Jouvray

## Publication

### Éditeurs
- Delcourt (Collection Encrages) (1998)  (ISBN 2-84055-188-8)